# Ґожицько-Старе
Ґожицько-Старе (пол. Gorzycko Stare, нім. Alt Görtzig) — село в Польщі, у гміні Мендзихуд Мендзиходського повіту Великопольського воєводства.
Населення — 130 осіб (2011).
У 1975-1998 роках село належало до Гожовського воєводства.

## Демографія
Демографічна структура станом на 31 березня 2011 року:
|          | Загалом | Допрацездатний вік | Працездатний вік | Постпрацездатний вік |
| -------- | ------- | ------------------ | ---------------- | -------------------- |
| Чоловіки | 67      | 16                 | 46               | 5                    |
| Жінки    | 63      | 11                 | 40               | 12                   |
| Разом    | 130     | 27                 | 86               | 17                   |